# Gymnogryllus smilodon
Gymnogryllus smilodon är en insektsart som beskrevs av Andrej Vasiljevitj Gorochov 1996. Gymnogryllus smilodon ingår i släktet Gymnogryllus och familjen syrsor. Inga underarter finns listade i Catalogue of Life.